# Kabinett Marin
Das Kabinett Marin war das 76. Kabinett der Republik Finnland. Es wurde am 10. Dezember 2019 von Präsident Sauli Niinistö ernannt. Die Regierung folgte auf das Kabinett Rinne, das am 3. Dezember 2019 nach einem Streik bei der halbstaatlichen finnischen Post zurückgetreten war. Das Kabinett bestand, wie auch schon die Rinne-Regierung, aus einer Koalition von SDP, KESK, VIHR, VAS und RKP. Ministerpräsidentin des Kabinetts ist Sanna Marin. Am 20. Juni 2023 wurde das Kabinett Marin vom Kabinett Orpo abgelöst.

## Regierungsbildung
Nachdem sich Ministerpräsident Rinne anlässlich eines Streiks bei der halbstaatlichen finnischen Post hinter die Forderungen der Arbeitnehmer gestellt hatte, entzog ihm die mitregierende Zentrumspartei das Vertrauen. Er reichte daraufhin am 3. Dezember 2019 seinen Rücktritt und den der gesamten Regierung ein. Staatspräsident Sauli Niinistö bat ihn, geschäftsführend bis zur Wahl eines Nachfolgers im Amt zu bleiben.

### Wahl der Ministerpräsidentin und Ernennung des Kabinetts
Das finnische Parlament wählte Sanna Marin am 10. Dezember 2019 zur neuen Ministerpräsidentin. Anschließend wurde die neue Regierung von Präsident Sauli Niinistö ernannt.

## Minister
Das Kabinett bestand aus 10 Ministerinnen und 9 Ministern. Davon wurden sieben von der SDP gestellt, fünf von der Zentrumspartei, drei gehörten dem Grünen Bund an und das Linksbündnis sowie die Schwedische Volkspartei stellten je zwei Minister.
| Amt/Ressort                                 | Amtsbeginn         | Amtsende           | Foto | Name                 | Partei | Partei |
| ------------------------------------------- | ------------------ | ------------------ | ---- | -------------------- | ------ | ------ |
| Ministerpräsidentin                         | 10. Dezember 2019  | 20. Juni 2023      |      | Sanna Marin          |        | SDP    |
| Stellvertretender Ministerpräsident         | 10. Dezember 2019  | 9. Juni 2020       |      | Katri Kulmuni        |        | KESK   |
| Stellvertretender Ministerpräsident         | 9. Juni 2020       | 10. September 2020 |      | Matti Vanhanen       |        | KESK   |
| Stellvertretender Ministerpräsident         | 10. September 2020 | 20. Juni 2023      |      | Annika Saarikko      |        | KESK   |
| Finanzen                                    | 10. Dezember 2019  | 9. Juni 2020       |      | Katri Kulmuni        |        | KESK   |
| Finanzen                                    | 9. Juni 2020       | 27. Mai 2021       |      | Matti Vanhanen       |        | KESK   |
| Finanzen                                    | 27. Mai 2021       | 20. Juni 2023      |      | Annika Saarikko      |        | KESK   |
| Außen                                       | 10. Dezember 2019  | 20. Juni 2023      |      | Pekka Haavisto       |        | VIHR   |
| Inneres                                     | 10. Dezember 2019  | 19. November 2021  |      | Maria Ohisalo        |        | VIHR   |
| Inneres                                     | 19. November 2021  | 20. Juni 2023      |      | Krista Mikkonen      |        | VIHR   |
| Außenhandel und Entwicklung                 | 10. Dezember 2019  | 20. Juni 2023      |      | Ville Skinnari       |        | SDP    |
| Justiz                                      | 10. Dezember 2019  | 20. Juni 2023      |      | Anna-Maja Henriksson |        | RKP    |
| Arbeit                                      | 10. Dezember 2019  | 20. Juni 2023      |      | Tuula Haatainen      |        | SDP    |
| Verteidigung                                | 10. Dezember 2019  | 5. Januar 2023     |      | Antti Kaikkonen      |        | KESK   |
| Verteidigung                                | 5. Januar 2023     | 28. Februar 2023   |      | Mikko Savola         |        | KESK   |
| Verteidigung                                | 28. Februar 2023   | 20. Juni 2023      |      | Antti Kaikkonen      |        | KESK   |
| Kommunen und Verwaltungsreformen            | 10. Dezember 2019  | 20. Juni 2023      |      | Sirpa Paatero        |        | SDP    |
| Verkehr und Kommunikation                   | 10. Dezember 2019  | 20. Juni 2023      |      | Timo Harakka         |        | SDP    |
| Bildung                                     | 10. Dezember 2019  | 17. Dezember 2020  |      | Li Andersson         |        | VAS    |
| Bildung                                     | 17. Dezember 2020  | 29. Juni 2021      |      | Jussi Saramo         |        | VAS    |
| Bildung                                     | 29. Juni 2021      | 20. Juni 2023      |      | Li Andersson         |        | VAS    |
| Europa                                      | 10. Dezember 2019  | 20. Juni 2023      |      | Tytti Tuppurainen    |        | SDP    |
| Kultur und Wissenschaft                     | 10. Dezember 2019  | 6. August 2020     |      | Hanna Kosonen        |        | KESK   |
| Kultur und Wissenschaft                     | 6. August 2020     | 26. Mai 2021       |      | Annika Saarikko      |        | KESK   |
| Kultur und Wissenschaft                     | 27. Mai 2021       | 29. April 2022     |      | Antti Kurvinen       |        | KESK   |
| Kultur und Wissenschaft                     | 29. April 2022     | 20. Juni 2023      |      | Petri Honkonen       |        | KESK   |
| Umwelt und Klimaschutz                      | 10. Dezember 2019  | 19. November 2021  |      | Krista Mikkonen      |        | VIHR   |
| Umwelt und Klimaschutz                      | 19. November 2021  | 7. Juni 2022       |      | Emma Kari            |        | VIHR   |
| Umwelt und Klimaschutz                      | 7. Juni 2022       | 20. Juni 2023      |      | Maria Ohisalo        |        | VIHR   |
| Landwirtschaft                              | 10. Dezember 2019  | 29. April 2022     |      | Jari Leppä           |        | KESK   |
| Landwirtschaft                              | 29. April 2022     | 20. Juni 2023      |      | Antti Kurvinen       |        | KESK   |
| Wirtschaft                                  | 10. Dezember 2019  | 20. Juni 2023      |      | Mika Lintilä         |        | KESK   |
| Soziales und Gesundheit                     | 10. Dezember 2019  | 29. Juni 2021      |      | Aino-Kaisa Pekonen   |        | VAS    |
| Soziales und Gesundheit                     | 29. Juni 2021      | 20. Juni 2023      |      | Hanna Sarkkinen      |        | VAS    |
| Familien und soziale Dienste                | 10. Dezember 2019  | 4. Februar 2022    |      | Krista Kiuru         |        | SDP    |
| Familien und soziale Dienste                | 4. Februar 2022    | 6. Oktober 2022    |      | Aki Lindén           |        | SDP    |
| Familien und soziale Dienste                | 6. Oktober 2022    | 20. Juni 2023      |      | Krista Kiuru         |        | SDP    |
| Nordische Zusammenarbeit und Gleichstellung | 10. Dezember 2019  | 20. Juni 2023      |      | Thomas Blomqvist     |        | RKP    |

## Kontroverse um Geschlechterbalance
Als das Kabinett Marin gebildet wurde, führte Anne Holli, Politikwissenschaftlerin der Universität Helsinki, aus, dass das Kabinett von dem Prinzip der Geschlechtergleichheit abwich, konkret von der in Finnland üblichen Konvention, nach der beide Geschlechter jeweils von mindestens 40 % der Minister repräsentiert werden. Da aber zwölf der neunzehn Minister Frauen sind, liegt der männliche Anteil bei nur 37 %. Ministerpräsidentin Marin antwortete darauf, dass bei fünf an der Regierung beteiligten Parteien, die jeweils für die Nominierungen ihrer Minister selbst verantwortlich sind, es nicht immer möglich sei, die Verhältnisse so weit zu koordinieren, dass Geschlechtergleichheit gewährleistet werden kann.

## Regierungsprogramm
Das Regierungsprogramm, das bereits von der Rinne-Regierung ausgehandelt wurde, war 190 Seiten lang und trug den Namen Ein partizipatives und sachkundiges Finnland – eine sozial, wirtschaftlich und ökologisch nachhaltige Gesellschaft. Die Regierung wies darauf hin, dass sie keine Ausgaben in ihrem Programm kürzen und ihre ständigen Ausgaben um rund 1,2 Milliarden Euro erhöhen würde.

### Beschäftigungsquote von 75 Prozent
Die Regierung kündigte an, die Beschäftigungsquote auf 75 Prozent erhöhen zu wollen, was 60.000 neue Arbeitsplätze bedeutet hätte. Ein Viertel der zusätzlichen Ausgaben der Regierung in Höhe von 1,2 Milliarden Euro sollte auf diesem Beschäftigungsanstieg aufbauen. Nach Ansicht von Helsingin Sanomat seien die im Regierungsprogramm beschriebenen Mittel „überwältigend“. Die Regierung wünschte sich zudem mehr Chancen für Schwerarbeitende, ältere Menschen und Zuwanderer sowie die Förderung lokaler Vereinbarungen und den baldigen Einstieg in die Beschäftigung im Hochschulbereich. Laut Rinne sollte die Arbeitslosenquote von über 6 % auf 4,8 % sinken und bereits 2020 sollten 30.000 neue Arbeitsplätze in Sicht sein, um die versprochenen Steigerungen zu erreichen. Nach Angaben von Helsingin Sanomat war „Beschäftigung die wichtigste Maßnahme der Regierung Rinne“. Außerdem wollte die Regierung die Ausweitung der einkommensabhängigen Arbeitslosenversicherung auf alle Personen, die die Beschäftigungsbedingung erfüllen, untersuchen lassen.
In einer vom Taloustutkimus im Juni 2019 durchgeführten Umfrage glaubten mehr als die Hälfte der Befragten nicht, dass die Wirtschaft in den nächsten vier Jahren wachsen und sich die Beschäftigtenzahlen verbessern würden.

### Haushalt
Die Regierung verpflichtete sich, die öffentlichen Finanzen bis 2023 auszugleichen. Vom Ziel konnte abgewichen werden, sollte es in Europa zu einer wirtschaftlichen Krise kommen. Kritisiert wurde, dass das Regierungsprogramm kaum Vorbereitungen auf den anstehenden demografischen Wandel vorsehe. Rinne kündigte an, die Renten anheben zu wollen.
In der Umfrage des Taloustutkimus vom Juni 2019 bezweifelten ein Fünftel der Wähler der SDP und des Linksbunds sowie 39 Prozent der Grünen die Nachhaltigkeit der wirtschaftlichen Basis der Regierung.

### Tulevaisuusinvestoinnit
Tulevaisuusinvestoinnit (etwa in die Zukunft investieren) war ein Plan für vorübergehende zusätzliche Investitionen in Höhe von 3 Milliarden Euro in herkömmliche Staatsausgaben wie die Einstellung von Lehrkräften und die Entwicklungszusammenarbeit. Diese zusätzlichen Kosten sollten durch den Verkauf staatseigener Unternehmen und Immobilien finanziert werden.

### Steuern
Die Steuern sollten um 730 Millionen Euro erhöht werden. Die Einkommensteuern für Menschen mit niedrigen und mittleren Einkommen sollten dagegen um 200 Millionen Euro reduziert werden, um den Anstieg der indirekten Steuern auszugleichen. Auch die Steuern auf fossile Brennstoffe, Tabak, Alkohol und alkoholfreie Getränke sollten erhöht werden.
In einer im Juni 2019 durchgeführten Umfrage sprachen sich 68 Prozent der Befragten zumindest dafür aus, dass Personen mit höherem Einkommen mehr Steuern zahlen sollten als zum Zeitpunkt der Umfrage. 56 Prozent glaubten nicht, dass die Ungleichheit in Finnland und die Einkommensunterschiede zum Ende der Wahlperiode abgenommen hätten. 67 Prozent der Befragten sprachen sich gegen eine Kürzung der Haushaltsabzüge aus.

### Migration und Einwanderung
Die Obergrenze sollte auf 850 bis 1050 Flüchtlinge angehoben werden. Personen mit einer abgelehnten Asylentscheidung sollten mit einer elektronischen Fußfessel ausgestattet werden dürfen.

### Umwelt
Die Industriesteuer wurde auf das von der EU zugelassene Minimum berechnet. Die Benutzung von Ölheizungen sollte Anfang der 2030er Jahre eingestellt und der Anteil der Windenergie erhöht werden. Kohlenstoffsenken sollten in Wäldern, Sümpfen und Ackerland angebaut werden. Außerdem wollte die Regierung die Mittel für den Naturschutz um 100 Millionen Euro pro Jahr erhöhen. Des Weiteren sollte das Wohlergehen der Tiere durch neue Wander- und Radwege verbessert werden.

### Gleichstellung
Gewalt und Sexualstraftaten sollten härter bestraft werden. Gewalt gegen Frauen sollte ebenso bestraft werden wie Genitalverstümmelungen und Zwangsehen. Eine Abänderung des amtlichen Geschlechtseintrags sollte künftig unabhängig von ärztlichen Behandlungen (wie geschlechtsangleichende Maßnahmen) durchgeführt werden können.
Mütter und Väter sollten die gleiche Länge an Elternzeit erhalten. Die Unterstützungen für die häusliche Pflege sollten nicht gekürzt werden.
In einer von finnischen Unternehmern im Juni 2019 durchgeführten Umfrage äußerten sich mehr als die Hälfte der kleinen und mittleren Unternehmen negativ zur Verlängerung des Vaterschaftsurlaubs und etwa ein Viertel begrüßte die Reform.

### Gesundheit und Pflege
Das Regierungsprogramm sah die Einstellung von tausend neuen Ärzten vor.

### Verkehr
Die Regierung wollte das Eisenbahnnetz zwischen den Großstädten ausbauen.

### Sicherheit
300 neue Polizistenstellen sollten geschaffen werden.